# Viernes Santo (Julio Romero de Torres)
Viernes Santo es una pintura del artista español Julio Romero de Torres pintada después de 1914.
La pintura representa a una mujer vestida de luto con un velo negro sobre la cabeza. Con su mano derecha muestra un gesto de bendición mientras que en su mano izquierda lleva un rosario. 
Esta iconografía, representando al amor místico, puede encontrarse en otras obras del artista tales como «Amor místico», «Amor místico, amor profano» o «Córdoba religiosa».

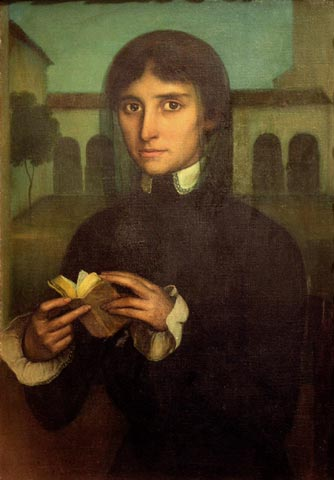
Amor místico.
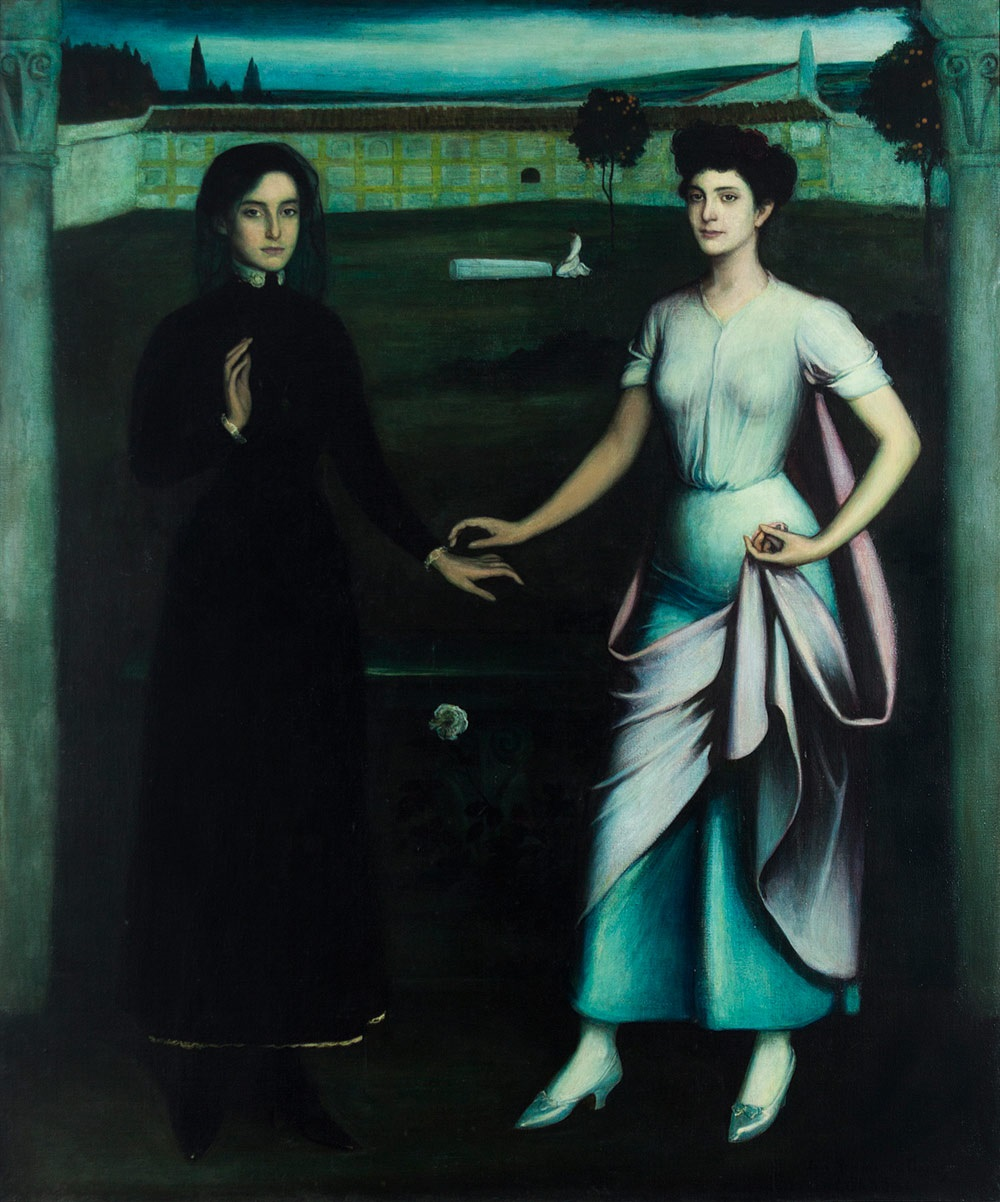
Amor místico, amor profano.
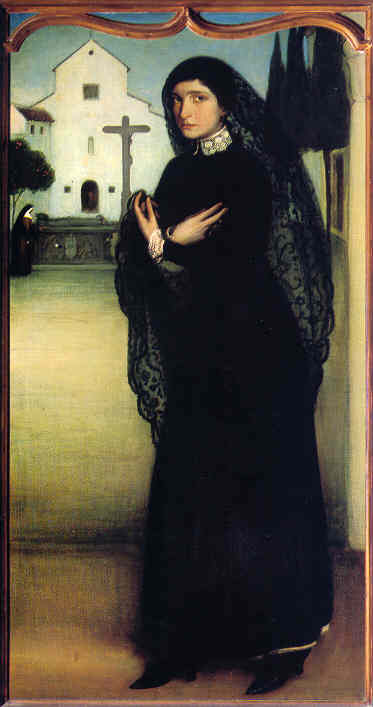
Córdoba religiosa, del políptico Poema de Córdoba.

La modelo que sirvió al artista para pintar la obra se cree que fue, o bien Rafaela Ruiz, o bien Socorro Miranda, puesto que ambas ocuparon ese puesto durante esta etapa del pintor.
El cuadro perteneció a la colección de arte de Ángel Avilés Merino. En 1922, dos años antes de su muerte, donó su colección al Museo de Bellas Artes de Córdoba, donde se conserva actualmente.